# Befandriana Sud
Befandriana Sud is een plaats en commune in het zuiden van Madagaskar, behorend tot het district Morombe, dat gelegen is in de regio Atsimo-Andrefana. Tijdens een volkstelling in 2001 telde de plaats 19.000 inwoners.
De plaats biedt naast lager onderwijs ook middelbaar onderwijs aan. Verder heeft de plaats ook een ziekenhuis. 70% van de bevolking werkt als landbouwer en 28% houdt zich bezig met veeteelt. Het belangrijkste landbouwproduct zijn limabonen of wilgenbladbonen; andere belangrijke producten zijn maniok, erwten, rijst en bonen. Verder is 2% actief in de dienstensector.